# Chłodnica samochodowa

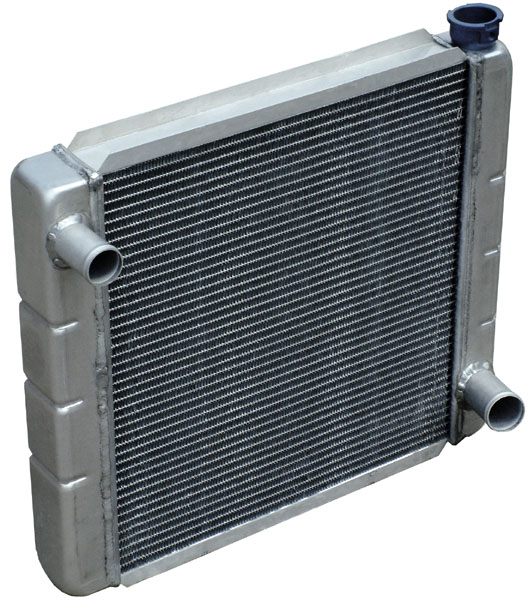
Chłodnica samochodowa: u góry po prawej wlew, po lewej dopływ wody gorącej, u dołu odpływ wody schłodzonej

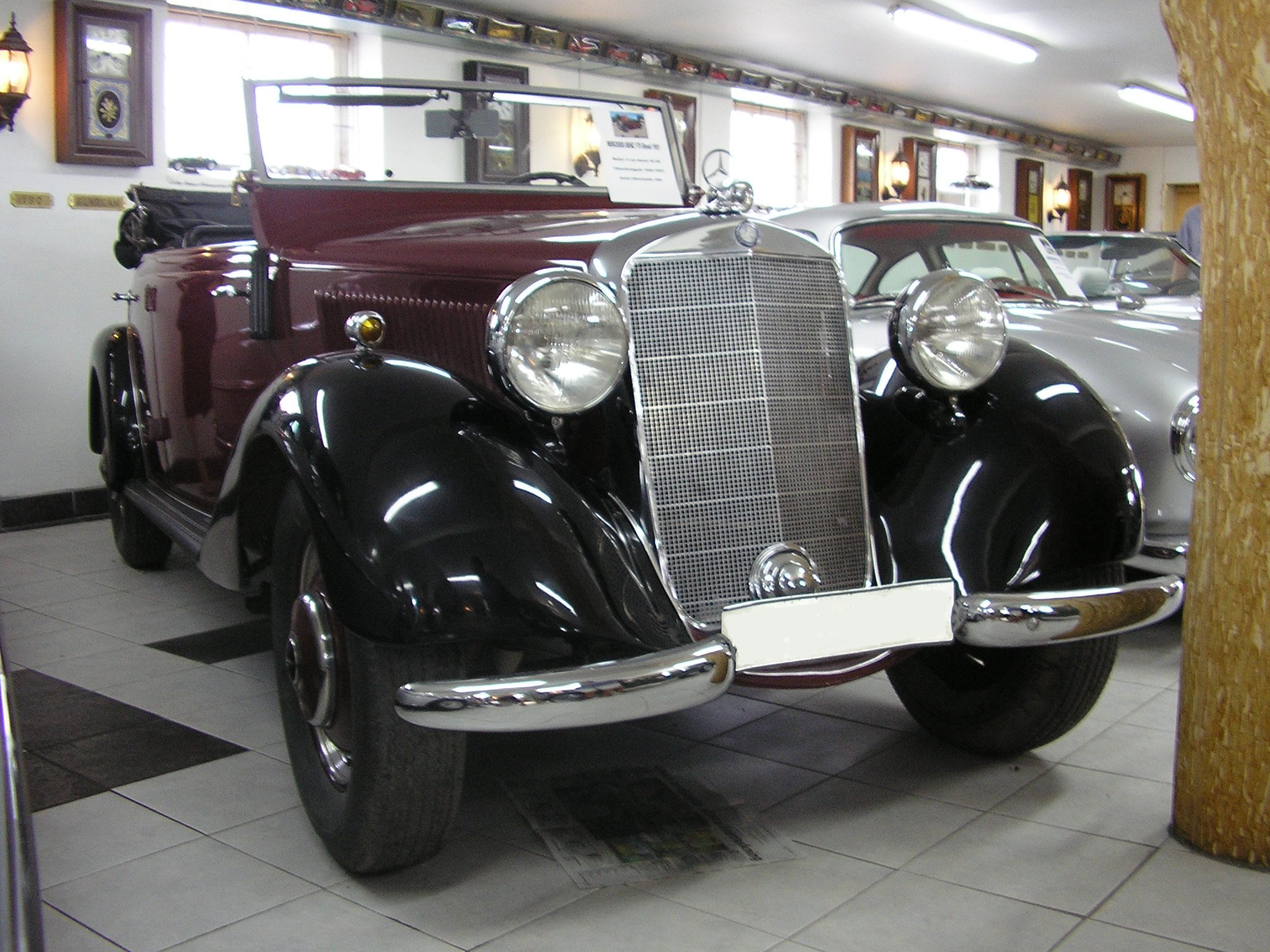
Atrapa chłodnicy, charakterystyczna dla aut marki Mercedes-Benz z lat 50. i 60. XX wieku

Chłodnica samochodowa – wymiennik ciepła stosowany do chłodzenia silnika spalinowego w samochodach.
Najczęściej stosowanym sposobem chłodzenia silników w samochodach jest chłodzenie cieczą: w bloku i głowicy silnika znajdują się wydrążone kanały, przez które przepływa medium chłodzące. Może nim być woda albo płyn o niskiej temperaturze zamarzania, najczęściej wodny roztwór glikolu etylenowego. Obieg płynu chłodzącego zapewnia pompa wodna.
Chłodnica najczęściej zbudowana jest w formie panelu cienkich rurek, zaopatrzonych w odprowadzające z nich ciepło ożebrowanie z cienkiej blachy, zwiększające aktywną powierzchnię odprowadzania ciepła. Przez panel chłodnicy przepływa powietrze. Ruch powietrza jest wywoływany ruchem pojazdu i wentylatorem. Stosuje się układy z wentylatorem pracującym cały czas albo załączanym po przekroczeniu przez blok silnika określonej temperatury. Chłodnica zazwyczaj – w samochodach z silnikiem umieszczonym przed kabiną kierowcy – znajduje się na przodzie samochodu, dzięki czemu chłodnica omywana jest „świeżym” (nieogrzanym przez silnik) powietrzem.
Chłodnice samochodowe dobierane są w konstrukcji samochodu tak, aby nawet w najtrudniejszych warunkach pracy zapewnić temperaturę medium chłodzącego poniżej punktu wrzenia. W celu utrzymania temperatury silnika w układzie chłodzenia znajduje się termostat, który zamyka przepływ cieczy chłodzącej przez chłodnicę, gdy jej temperatura jest niższa od około 85 °C.
Wlot powietrza do panelu chłodnicy w samochodach zasłonięty jest najczęściej ażurową osłoną (tzw. „atrapą” lub potocznie „grillem”); zwykle jest ona ważnym elementem ozdobnym samochodu, a jej wygląd bywa często „znakiem firmowym” producenta i jest powielany w różnych modelach tej samej marki.
Chłodnice o podobnej konstrukcji instalowane są praktycznie we wszystkich pojazdach samochodowych – samochodach osobowych, ciężarowych i autobusach oraz w ciągnikach i lokomotywach spalinowych, a także przy wszystkich innych silnikach spalinowych, także stacjonarnych – przy spalinowych sprężarkach, agregatach prądotwórczych, motopompach itp. Przy urządzeniach stacjonarnych kluczowym zagadnieniem jest zapewnienie dostatecznie skutecznego przepływu powietrza przez panel chłodnicy, co jest trudniejsze niż w poruszających się pojazdach owiewanych powietrzem otaczającym. Silniki spalinowe mniejszej mocy, instalowane np. w motocyklach, małych samochodach (np. Fiat 126), pilarkach łańcuchowych, kosiarkach, ciągnikach ogrodniczych, bywają często chłodzone powietrzem i w nich chłodnica nie jest stosowana.